# Тутурское муниципальное образование
Тутурское сельское поселение — муниципальное образование со статусом сельского поселения в
Жигаловском районе Иркутской области России. Административный центр — село Тутура.

## Демография
По результатам Всероссийской переписи населения 2010 года
численность населения муниципального образования составила 375 человек, в том числе 178 мужчин и 197 женщин.

## Населённые пункты
- село Тутура
- деревня Балахня
- деревня Кузнецовка
- деревня Орловка